# Mandello del Lario
Mandello del Lario (lombardul: Mandell) település Olaszországban, Lombardia régióban, Lecco megyében. Lakosainak száma 9911 fő (2023. január 1.). Mandello del Lario Abbadia Lariana, Esino Lario, Oliveto Lario, Valbrona, Ballabio, Lecco, Lierna, Valmadrera és Pasturo községekkel határos.

## Népesség
A település lakossága az elmúlt években az alábbi módon változott:
| Lakosok száma | 10 356 | 10 313 | 9911 |
|               | 2017   | 2018   | 2023 |